# Tempestade tropical Grace (2009)
A tempestade tropical Grace foi um ciclone tropical de raríssima formação nas proximidades da Europa no nordeste do oceano Atlântico no início de outubro de 2009. Sendo o nono sistema tropical e a sétima tempestade tropical dotada de nome da temporada de furacões no Atlântico de 2009, Grace formou-se de um ciclone extratropical ativo a nordeste dos Açores em 4 de outubro. Estando numa região oceânica com águas mais quentes do que o normal e numa região com condições meteorológicas propícias para o seu desenvolvimento tropical, Grace começou a se intensificar numa região do planeta onde a formação de ciclones tropicais é raríssima. Seguindo inicialmente para leste-nordeste e para nordeste, Grace atingiu seu pico de intensidade no início da madrugada (UTC) de 5 de outubro, com ventos máximos sustentados de 110 km/h e uma pressão atmosférica central mínima de 986 mbar. A partir de então, Grace começou a se enfraquecer assim que seguia por águas mais frias a nordeste da Espanha. Grace fundiu-se com uma frente fria mais tarde naquele dia, a poucos quilômetros da costa sudeste da Irlanda e o Centro Nacional de Furacões emitiu seu aviso final sobre o sistema. O sistema remanescente de Grace atingiu as ilhas Britânicas em 6 de outubro e se dissipou completamente sobre a Inglaterra mais tarde naquele dia.
Apesar de Grace causar chuvas moderadas tanto como um ciclone extratropical predecessor nos Açores quanto como uma área de baixa pressão remanescente sobre as ilhas Britânicas, nenhum impacto sério associado à tempestade foi relatado.

## História meteorológica

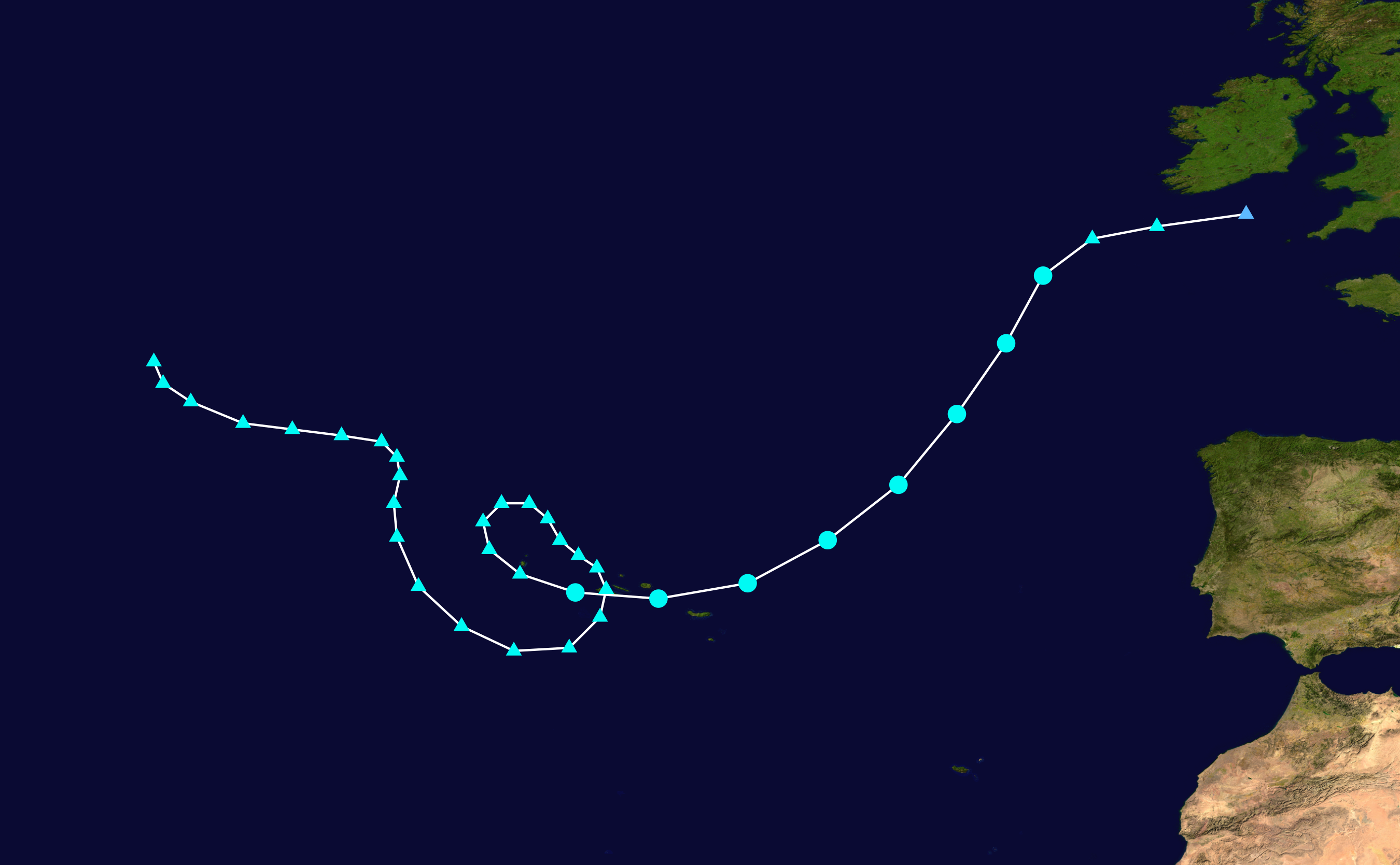
O caminho de Grace

Uma área de baixa pressão extratropical que persistia a nordeste dos Açores começou a exibir características tropicais em 4 de outubro assim que áreas de convecção profunda começaram a se formar em torno do centro ciclônico. Naquele momento, o centro da tempestade já estava relativamente livre de nuvens, dando a aparência de um ciclone tropical em imagens de satélite. Este ciclone, inicialmente extratropical em sua natureza, já havia persistido por vários dias na região em torno dos Açores, mas naquele dia, desconectou-se de seu sistema frontal associado e começou a seguir para leste-nordeste embebido em fluxos de vento do sudoeste. Com isso, o Centro Nacional de Furacões (NHC) classificou o sistema como uma tempestade tropical e lhe atribuiu o nome "Grace". O ciclone tropical formou-se numa região do Atlântico onde a ocorrência de ciclones tropicais é extremamente rara, sendo que a última ocasião foi em 2005, quando o furacão Vince formou-se nas proximidades da Península Ibérica e atingiu o sudoeste da Espanha como uma depressão tropical. Estando em águas a 5°C mais frias para a sustentação de ciclones tropicais, mas numa área com baixo a moderado cisalhamento do vento, incomum para esta região do planeta, Grace começou a se intensificar gradualmente.
A tendência de intensificação de um ciclone tropical nestas condições é extremamente improvável, mas Grace continuou a se intensificar, o que foi confirmado pela redução da temperatura do topo de suas áreas de convecção mais tarde naquele dia, embora seja incerto se a técnica Dvorak, técnica que relaciona o vigor das áreas de convecção de um ciclone tropical com a sua intensidade, estivesse mostrando eficácia em relação à Grace, já que os ventos de superfície poderiam não corresponder a estas estimativas, já que a temperatura da superfície do mar estava muito baixa para refletir o vigor mostrado por Grace nas imagens de satélite. Grace atingiu seu pico de intensidade na manhã (UTC) de 5 de outubro, com ventos máximos sustentados de 110 km/h, com uma pressão atmosférica central mínima de 986 mbar.
A partir de então, Grace começou a se enfraquecer assim que começou a seguir por águas a 18°C, oito graus a menos do que o ideal para a manutenção de ciclones tropicais. Suas áreas de convecção em forma de anel começaram a se tornar menos definidas. Mesmo assim, o satélite QuikSCAT ainda mostrava ventos de intensidade de uma tempestade tropical moderada, com ventos de até 100 km/h, naquela tarde (UTC). Porém, no início da madrugada (UTC) de 6 de outubro, Grace foi absorvida por uma frente fria associada a um ciclone extratropical a noroeste das ilhas Britânicas e perdeu rapidamente as suas características tropicais. Com isso, o NHC emitiu seu aviso final sobre o sistema. O sistema remanescente de Grace seguiu então para nordeste e atingiu as ilhas Britânicas, dissipando-se totalmente sobre a Inglaterra mais tarde naquele dia.

## Impactos e recordes

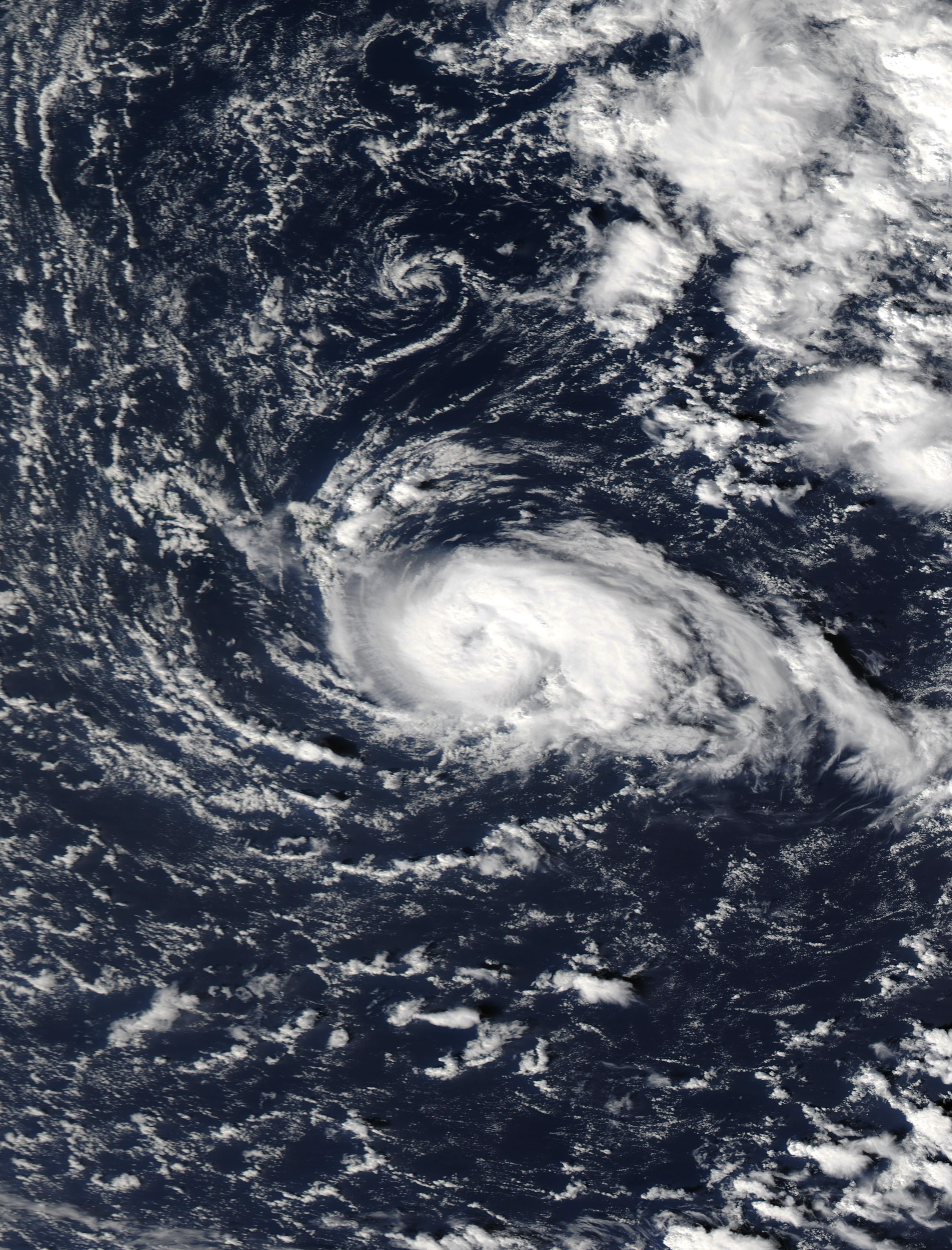
A tempestade tropical Grace algumas horas após ser classificada pelo NHC como uma legítima tempestade tropical a nordeste dos Açores

Ao ser classificado como um ciclone tropical aos arredores dos Açores, Grace provocou fraca precipitação e algumas rajadas de ventos em algumas ilhas do arquipélago. Rajadas de até 71 km/h foram registradas em Ponta Delgada. Devido ao movimento relativamente rápido de Grace na altura em que a tempestade atingiu o Reino Unido já como um sistema de baixa pressão remanescente, a precipitação ficou limitada. Na Irlanda, 30 mm de chuva caíram na cidade de Cork. Os ventos máximos sustentados na cidade  chegaram a 37 km/h. Perto da costa do País de Gales, uma bóia registrou ventos de até 66 km/h, intensidade equivalente a uma tempestade tropical mínima. No final de 6 de outubro, a área de baixa pressão remanescente de Grace seguiu sobre o País de Gales, trazendo fortes chuvas e ventos para a região. A precipitação máxima no Reino Unido atingiu 49 mm em Capel Curig. Um navio, o Cap Castillo, registrou ventos de 72 km/h em 5 de outubro enquanto estava a cerca de 180 km ao sul do centro da tempestade.
Operacionalmente, Grace não foi classificada como uma tempestade tropical até alcançar a latitude 41,2°N; isto marcou a segunda formação mais ao norte de uma tempestade tropical no Atlântico na história, apenas a tempestade tropical Alberto, em 1988, formou-se mais ao norte. Além disso, Grace teve a formação mais ao nordeste no Atlântico, superando a formação do furacão Vince em 2005. No entanto, após análises pós-tempestade por parte do Centro Nacional de Furacões, foi observado que estes dados estavam incorretos. Foi-se determinado que Grace havia se tornado uma tempestade tropical 12 horas antes do que inicialmente tinha-se afirmado, tornando-se uma tempestade tropical na latitude 38,5°N.
No seu relatório sobre ciclones tropicais de Grace, o Centro Nacional de Furacões informou que a formação de Grace não foi prevista corretamente. A primeira menção sobre o sistema precursor foi emitida em 1 de outubro, e afirmou que a formação de um sistema tropical ou subtropical não estava prevista. Durante os três dias seguintes, o sistema não foi mencionado nos relatórios de tempo tropical até pouco antes da classificação do sistema para a tempestade tropical Grace. A falta de previsões anteriores foi atribuída à localização incomum de Grace e pela falta de dados, que quando existe é esparsa, para as tempestades na região.